# Batalla del río Silaro
La batalla del río Silaro fue un enfrentamiento militar librado en el 71 a. C., durante la tercera guerra servil, entre las legiones de la República romana del general Marco Licinio Craso y los esclavos rebeldes de Espartaco, con una victoria decisiva de las primeras.

## Antecedentes
En el 71 a. C. los rebeldes liderados por Espartaco estaban cercados por sus enemigos en Rhegium. Pero después de enterarse de la venida de Cneo Pompeyo Magno desde Hispania y que el Senado le había pedido intervenir, el pretor (o procónsul) Marco Licinio Craso decidió intentar negociar un pacto con el caudillo, pero terminó por negarse a aceptar las peticiones de los esclavos. Sin embargo, los insurrectos consiguieron romper las líneas de asedio y huir en dirección a Brundisium, pero al precio de sacrificar a un tercio de sus hombres y con Craso persiguiéndolos.
Craso masacró a los galos y germanos que se habían separado de la principal fuerza rebelde, matando a 30.000 de ellos aproximadamente, luego marchó contra el propio Espartaco, que acampaba en el valle del río Silaro. Por razones de movilidad y suministros, marchaban y acampaban en columnas más pequeñas pero relativamente cercanas entre sí. Según Apiano, fue entonces cuando se enteró de la llegada a Brundisium del procónsul Marco Terencio Varrón Lúculo y su ejército, quien había vencido a Mitrídates VI. Sin más opciones, el desesperado caudillo decidió enfrentar a Craso en Apulia.
En cambio, Plutarco afirma que Espartaco se retiró a las montañas de Petelia, seguido de cerca por el legado Quinto Marcio Rufo y el cuestor Cneo Tremelio Escrofa, quienes acosaban a su retaguardia. El caudillo decidió enfrentarlos y los derrotó contundentemente, los romanos apenas consiguieron arrastrar al cuestor, herido, a un lugar seguro. Esto fue su condena, porque los esclavos se llenaron de confianza. Ya no quería retroceder, se negaron a obedecer a sus jefes y con armas en la mano les obligaron a retroceder por Lucania para enfrentar a Craso, algo que este último también deseaba, pues deseaba acabar la guerra él mismo y no que fuera Pompeyo. Los rebeldes acaban por establecer un campamento a orillas del río Silaro, en el noroeste de Lucania.

## Fuerzas enfrentadas

### Esclavos rebeldes
No hay claridad de las fuerzas de los esclavos. Eutropio señala que eran 60.000, Apiano 120.000 (antes de la intervención de Craso y las derrotas), Veleyo Patérculo 90.000, y Orosio 30.000 (al momento de la derrota de Crixo). Los eruditos modernos dan cifras más pequeñas. El profesor de ley romana italiano, Aldo Schiavone, estima que los insurrectos sumaban 45.000 a 50.000 combatientes en la batalla final. En cambio, el historiador estadounidense Barry S. Strauss los rebaja a 30.000 o 40.000 guerreros. Posiblemente no fueran más de 100.000 esclavos en aquellos momentos, incluyendo a los no combatientes.
Aunque los cronistas antiguos no mencionan a mujeres y niños en sus filas, los historiadores modernos creen que estos números probablemente los incluyen, pues la mayoría de los esclavos varones tendrían familias. La mayoría de ellos habían nacido libres y conservaban la memoria de su libertad perdida. La hueste se componía principalmente de tracios, germanos, galos y asiáticos; estos últimos, corresponden a los esclavos obtenidos en el Mediterráneo Oriental y eran llamados genéricamente sirios. La mayoría habían trabajado en los grandes latifundios de los patricios romanos que había en el sur italiano, pero también había gladiadores, que solían ser de origen tracio o galo.

### Romanos
Al comienzo de la guerra, la mayoría de las legiones de la República estaban en Hispania o en Asia, y en menor medida en la Galia Transalpina y Macedonia, por lo que Italia estaba muy desguarnecida. Los romanos debieron movilizar a más de 50.000 reclutas para contener a la rebelión.
Apiano sostiene que Craso recibió el mando de seis legiones recién reclutadas y las dos que mandaban los cónsules del año anterior, sin embargo, es más probable que cada cónsul mandara dos legiones, lo tradicional en la época. Esto equivaldría a una decena de legiones romanas. Schiavone cree que debieron igualar en número a sus enemigos, 45.000 a 50.000 plazas. Mientras, Strauss los reduce a 40.000 o 45.000. El profesor de los Clásicos, Martin M. Winkler, calcula que Craso pudo mandar 40.000 romanos al inicio de la campaña, pero las bajas en combate y las deserciones los habrían reducido a 25.000 o 30.000 en la batalla final. El historiador británico Frank McLynn estima que eran alrededor de 40.000 efectivos. El escritor estadounidense Alan Axelrod cree que eran 32.000 a 48.000 romanos. Otro historiador británico, Peter A. Brunt, creía que debían ser 40.000 a 50.000 soldados. Los rebeldes ya habían vencido a tres ejércitos de unas dos legiones cada uno (comandados por Lucio Gelio Publícola, Cneo Cornelio Léntulo Clodiano y Cayo Casio Longino), por lo que Craso sabía que necesitaba una fuerza de ocho a diez como mínimo para vencerlo.

## Batalla

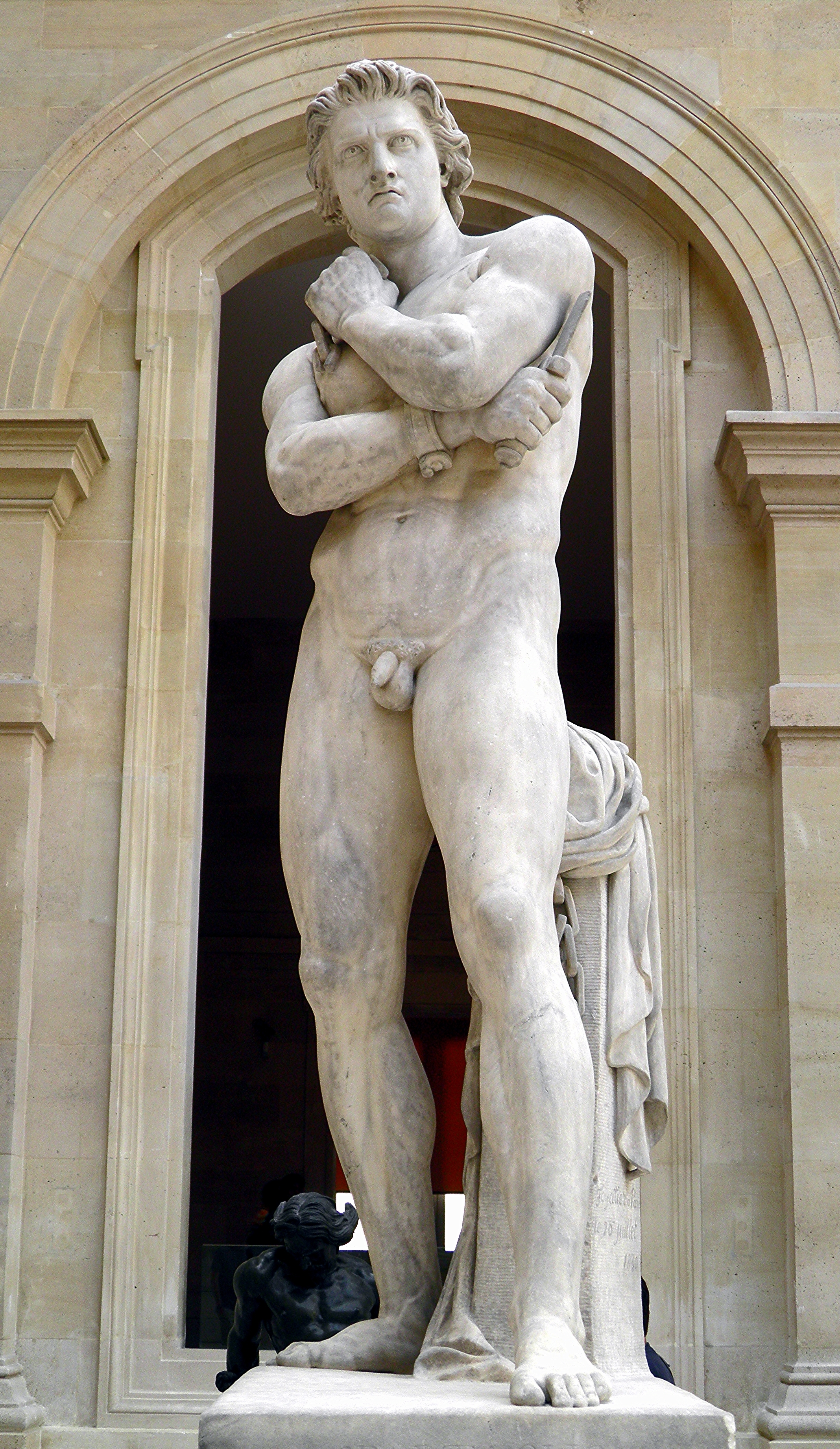
Estatua de Espartaco, por Denis Foyatier (1830).

Ambas fuerzas estaban en una planicie inclinada, en la parte superior estaban acampados los esclavos y en la inferior los romanos, que tenían dos campamentos separados por el pequeño cauce del Silaro. Las fuerzas eran similares, posiblemente con una ligera superioridad numérica para los romanos. Tenían el mismo armamento, logística y condiciones físicas y mentales. Sin embargo, la gran ventaja de Craso era la disciplina de sus unidades. Espartaco, sabedor que las líneas romanas eran defendidas por un pequeño río y zanjas, pretendía usar su caballería para atacar el flanco más alejado de las defensas y forzar a la infantería ligera del centro romano a atacarlo para envolverla por sus alas.
Craso acampó cerca de su enemigo, comenzando a cavar una trinchera pero los insurrectos empezaron a atacar a los hombres que trabajaban y se inició un combate. Como ambos bandos empezaron a enviar refuerzos, Espartaco se dio cuenta de la necesidad y ordenó a todo su ejército formar una línea de batalla. Cuando sus hombres le trajeron su caballo, el caudillo lo mató y dijo: «Si venciere, tendré muchos y hermosos caballos de los enemigos; más si fuere vencido, no lo habré menester». Espartaco sabía que las posibilidades de victoria eran escasas. La amplia superioridad de la caballería romana dominaba toda la planicie. Los legionarios sabían que debían ganar, a riesgo de ser diezmados nuevamente.
El combate se inició sin que nadie la esperara, pero rápidamente Craso organizó a cada una de sus legiones en tripex acies (una primera línea de cuatro cohortes más dos líneas de tres cada una atrás); al aparecer, los rebeldes intentaron rodear uno de los flancos de Craso, pero los legionarios resistieron el movimiento. La batalla fue larga y sangrienta, pues los esclavos lucharon con la fuerza que les daba la desesperación. Floro dice que Espartaco murió como un valiente, luchando en primera línea. Se sabe que el caudillo fue herido en un muslo por una lanza, quedando apoyado en una rodilla y defendiéndose de sus enemigos con su escudo, hasta que él y un gran número de guerreros que lo acompañaban fueron rodeados y muertos. Los rebeldes encontraron una muerte digna al luchar hasta la muerte. Plutarco menciona que Espartaco consiguió acabar con dos centuriones mientras se abría paso entre romanos y proyectiles para alcanzar a Craso.
Apiano dice que su ejército colapso y huyó en pánico cuando él murió, siendo masacrado. En cambio, Plutarco afirma que sus compañeros huyeron y le dejaron solo mientras aún vivía, momento en que los legionarios le rodearon y dieron muerte. Se sabe que los vencidos se dividieron en cuatro grupos que se refugiaron en las montañas, pero Craso les dio alcance y les masacró de inmediato, salvo 6.000 prisioneros.

## Consecuencias

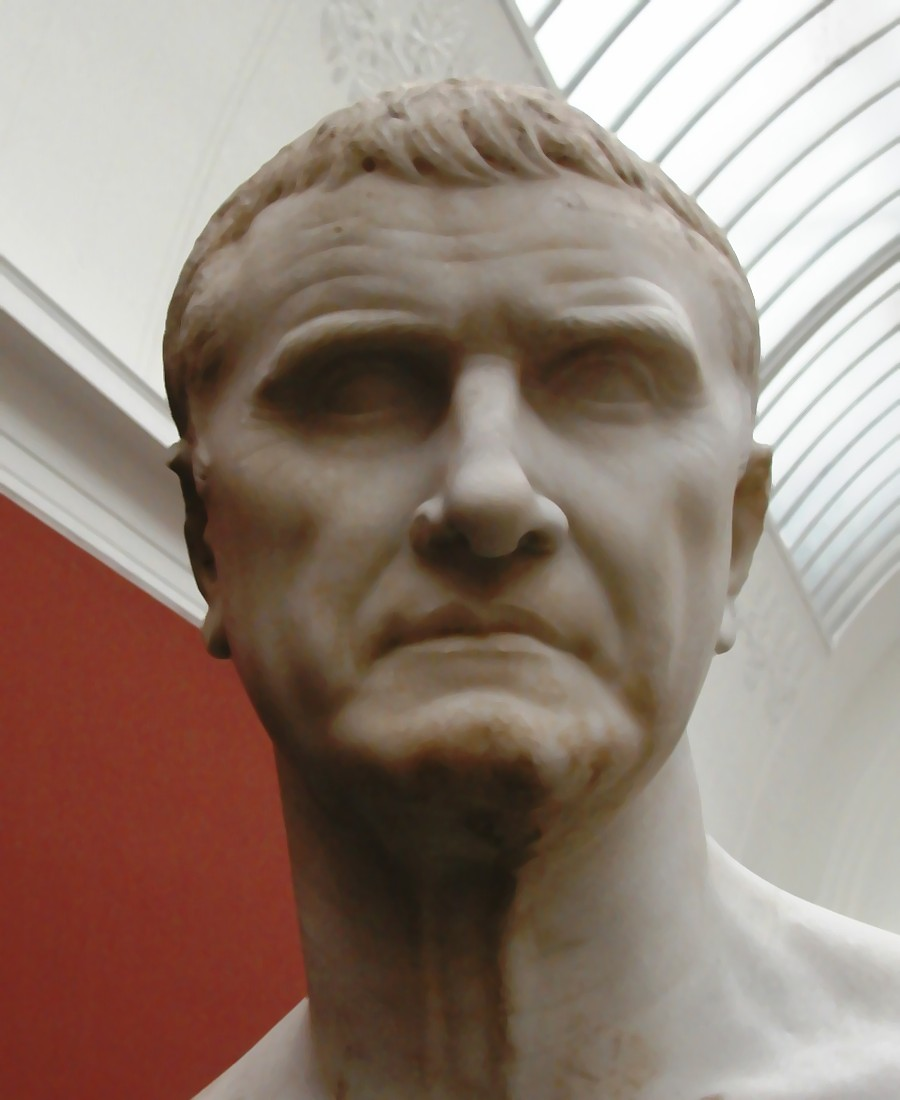
Busto que se atribuye representa a Craso.

La principal consecuencia militar de la batalla fue la destrucción del ejército rebelde. Apiano dice que los rebeldes muertos fueron tantos que resultaba imposible contarlos, en tanto que sus vencedores perdieron sólo 1.000 soldados. Nunca se encontró el cuerpo del caudillo. Todos los prisioneros fueron crucificados en el camino entre Roma y Capua. Orosio dice que la mayoría de los alzados murieron, unos 60.000 acabaron asesinados, salvo los que fueron capturados. Los romanos lograron liberar a 3.000 prisioneros de su gente. Los pocos que lograron huir fueron cazados sin piedad por sus enemigos. Tito Livio también afirma que murieron 60.000 rebeldes. Estimaciones modernas reducen la cifra a apenas 5.000 a 10.000 muertos. La victoria fue celebrada durante las fiestas de la Floralia.
Craso había demostrado ser un excelente general y puso en peligro su propia vida por vencer, pero su éxito sólo le sirvió a Pompeyo, pues éste se encontró con un cuerpo de 5.000 fugitivos a los que aniquiló sin piedad. Luego escribió al Senado afirmando que: «Craso había vencido a los gladiadores en batalla campal, pero él había extirpado la rebelión por completo». Al parecer, aquellos fugitivos intentaban escapar de Italia huyendo al norte para cruzar los Alpes. El pueblo de inmediato atribuyó la victoria a Pompeyo. El general venido de Hispania celebró un magnífico triunfo, pero Craso sólo recibió una celebración menor, una ovación.
La guerra fue devastadora para la península itálica, costándole la vida a 150.000 esclavos aproximadamente. Posiblemente sólo 10.000 esclavos rebeldes, principalmente mujeres y niños, lograron escapar de Italia por el norte. Se estima que más de diez mil legionarios romanos murieron en batalla durante toda la guerra, algo impresionante si se considera que fue una rebelión de esclavos en su mayoría sin entrenamiento, armados y alimentados con lo que encontraban.
A pesar de la derrota militar, las fugas masivas de esclavos se siguieron produciendo a lo largo de la historia romana, en especial en tiempos de guerras civiles (como las sucedidas entre el 49 a. C. y 30 a. C.), unos treinta mil se unieron a la flota rebelde de Sexto Pompeyo que dominó Sicilia entre los años 43 a. C. y 36 a. C. Otra consecuencia fue la manumisión de muchos esclavos a lo largo de siguiente período, lo que calmó los ánimos e impidió nuevos levantamientos. A muchos libertos les fueron concedidas tierras en Italia y Sicilia. También el trato y estado de los esclavos empezó a mejorar en las sociedades greco-romanas a consecuencias de las guerras serviles. La figura de Espartaco en particular se convirtió en un monstruo para los niños, propio de una sociedad esclavista.

### Antigua
Al citarse obras antiguas, los libros aparecen con números romanos y capítulos y/o párrafos con números indios. 
- Apiano. Las guerras civiles, libro I, parte de la Historia romana. Versión digitalizada en Perseus, basado en traducción latín-inglés por Horace White, volumen 3 de Harvard University Press, Londres: MacMillan, 1899. Véase también versión de UChicago del mismo traductor, edición 1913.
- Flavio Eutropio. Compendio de la Historia romana. Libro VI. Versión digitalizada en Forum Romanum, basada en traducción latín-inglés y notas por John Selby Watson, Londres: Henry G. Bohn, 1853. Digitalizado en latín por The Latin Library. Véase libro VI.
- Floro. Epítome de Tito Livio. Libro II. Versión digitalizada de UChicago, basada en traducción latín-inglés por E. S. Forster, edición Loeb Classical Library, 1929.
- Paulo Orosio. Historia contra los paganos. Versión en latín de Attalus, basada en edición de Karl Friedrich Wilhelm Zangemeister, 1889, Viena, corregida por Max Bänziger. Véase Libro 5 Archivado el 29 de mayo de 2020 en Wayback Machine.. Véase también traducción latín-inglés, introducción y notas por A. T. Fear, 2010, Liverpool University Press. ISBN 9781846312397.
- Plutarco. Vida de Craso, parte de Vidas paralelas. Versión digitalizada en UChicago, basada en traducción griego-inglés por Bernadotte Perrin, tomo III de Loeb Classical Library, 1916.
- Plutarco. Vida de Pompeyo, parte de Vidas paralelas. Versión digitalizada en UChicago, basada en traducción griego-inglés por Bernadotte Perrin, tomo V de Loeb Classical Library, 1917.
- Sexto Julio Frontino. Estratagemas. Libros I y II. Versión digitalizada en UChicago, basada en traducción latín-inglés por Charles E. Bennett, edición e introducción por Charles Bennett, 1925. El texto latino proviene de la edición de Ausgabe von Gundermann, Leipzig: Teubner, 1887.
- Tito Livio. Periocas. Versión digitalizada en 2003 por Livius. Basada en The Latin Library corregida con la edición de Paul Jal, Budé-edition, 1984. Traducción latín-inglés por Jona Lendering & Andrew Smith. Es un índice y resumen de una edición del siglo IV de su obra Ab Urbe condita (hoy mayormente perdida).
- Veleyo Patérculo. Compendio de la Historia romana. Digitalizado en inglés por Bill Mayer en UChicago. Véase Libro II. Basado en la obra de 1924, por la Loeb Classical Library, traducción latín-inglés y edición por Frederick W. Shipley.

### Modernas
- Axelrod, Alan (2019). 100 Turning Points in Military History. Rowman & Littlefield. ISBN 9781493037469.
- Cummins, Joseph (2008). Great Rivals in History: When Politics Gets Personal. Sídney: Pier 9, Murdoch Books. ISBN 978-1-74196-042-6.
- Fields, Nic (2009). Spartacus and the Slave War 73-71 BC: A gladiator rebels against Rome. Nueva York; Oxford: Osprey Publishing, ISBN 978-1-84603-353-7.
- Grossman, Mark (2007). World Military Leaders: A Biographical Dictionary. Nueva York: Infobase Publishing. ISBN 978-0-81607-477-8.
- Hanson, Victor Davis (2010). Makers of Ancient Strategy: From the Persian Wars to the Fall of Rome. Princeton: Princeton University Press. ISBN 978-0-69113-790-2.
- Kidder, David S. & Noah D. Oppenheim (2010). The Intellectual Devotional Biographies: Revive Your Mind, Complete Your Education, and Acquaint Yourself with the World's Greatest Personalities. Nueva York: Rodale. ISBN 978-1-60529-950-1.
- McLynn, Frank (2009). Heroes & Villains: Inside the minds of the greatest warriors in history. Random House. ISBN 9781409070344.
- Schiavone, Aldo (2013). Spartacus. Harvard University Press. ISBN 9780674075801.
- Shaw, Brent D. (2016). Spartacus and the Slave Wars: A brief history with documents. Springer. ISBN 9781137121615.
- Strauss, Barry S. (2009). The Spartacus War. Simon and Schuster. ISBN 978-1-41653-205-7.
- Urbainczyk, Theresa (2008). Slave revolts in antiquity. Tomo II. Berkeley: Acumen Pub. ISBN 978-1-84465-102-3.
- Winkler, Martin M. (2008). Spartacus: Film and History. Victoria, Australia: John Wiley & Sons. ISBN 978-0-47077-726-8.